# Nelsonia neotomodon
Nelsonia neotomodon är en däggdjursart som beskrevs av Clinton Hart Merriam 1897. Nelsonia neotomodon ingår i släktet Nelsonia och familjen hamsterartade gnagare. Inga underarter finns listade i Catalogue of Life.
Individerna når en absolut längd av 227 till 238 mm, inklusive en 109 till 117 mm lång svans. De har 25 till 30 mm långa bakfötter, 23 till 25 mm stora öron och en vikt av 43 till 55 g. Ovansidan är täckt av ljusbrun till kanelbrun päls som är mörkast på ryggens topp och på undersidan förekommer ljusare päls. Flera individer har en vit häl och/eller en vit svansspets. Dessutom är svansens ovansida mörkare än undersidan.
Denna gnagare förekommer med flera från varandra skilda populationer i västra Mexiko. Den lever främst i skogar med barrträd. Utbredningsområdet ligger på en högplatå samt i bergstrakter mellan 2200 och 3000 meter över havet. Nelsonia neotomodon delar reviret med andra släktmedlemmar och med hjortråttor.
Beståndet påverkas i viss mån av skogsröjningar. Hela populationen minskar men den är fortfarande stor. IUCN kategoriserar arten globalt som livskraftig (LC).